# 3rd Maryland Infantry
Le 3rd Maryland Volunteer Infantry Regiment est un régiment d'infanterie qui a servi dans l'armée de l'Union pendant la guerre de Sécession.

## Service
La 3rd Maryland Infantry est organisé à Baltimore et à Williamsport, dans le Maryland, à compter du 18 juin 1861 pour trois ans de l'enrôlement sous le commandement du colonel John C. McConnell.
Le régiment est affecté à la division de Dix, à Baltimore, dans le Maryland, jusqu'en mai 1862. Il est dans la première brigade de la division de Sigel du département de la Shenandoah jusqu'en juin 1862. Il appartient à la deuxième brigade de la deuxième division du IIe corps d'armée de l'armée de la Virginie de Pope, jusqu'en août 1862. Il est dans la première brigade de la deuxième division du IIe corps de l'armée de la Virginie jusqu'en septembre 1862, puis à la deuxième brigade de la deuxième division du XIIe corps d'armée de l'armée du Potomac en octobre 1862. Le régiment appartient à la deuxième brigade de la première division du XIIe corps jusqu'en mai 1863 et à la première brigade de la première division du XIIe corps de l'armée du Potomac, jusqu'en septembre 1863, et  de armée du Cumberland jusqu'en avril 1864 (les non vétérans sont affectés à la première brigade de la première division du XXe corps de l'armée du Cumberland, d'avril à octobre 1864. Le régiment est ensuite affecté à la deuxième brigade de la première division du IXe corps de l'armée du Potomac, d'avril au 1er juin 1864 et à la première brigade de la première division du IXe corps jusqu'en juillet 1864. Il est rattaché à la deuxième brigade de la première division du IXe corps jusqu'en septembre 1864 et à la troisième brigade de la première division du IXe corps du département de Washington jusqu'en juillet 1865.
La 3rd Maryland Infantry quitte le service le 31 juillet 1865.

## Service détaillé

### 1862
Le régiment à Baltimore, au Maryland jusqu'au 24 mai 1862. Il part pour Harpers Ferry, en Virginie, le 24 mai et participe à la défense de Harpers Ferry du 28 au 30 mai. Il mènes des opérations dans la vallée de la Shenandoah jusqu'au mois d'août. Il participe à la bataille de Cedar Mountain le 9 août puis à la campagne Virginie septentrionale de Pope du 16 août au 2 septembre. Il est sur les gués de la Rappahannock du 21 au 23 août puis à Sulphur Springs le 24 août. Il est en réserve dans les plaines de Manassas les 28 et 29 août. Il participa à la seconde bataille de Bull Run le 30 août (en réserve). Il participe à la campagne du Maryland du 6 au 22 septembre. Il participe à la bataille d'Antietam les 16 et 17 septembre. Il est en service à Bolivar Heights du 22 septembre au 10 décembre. Il fait une reconnaissance de Rippen, en Virginie le 9 novembre. Il participe à l'expédition de Winchester du 2 décembre au 6 décembre. Il part pour Fredericksburg du 10 au 14 décembre.

### 1863
Le régiment est à Stafford Court House du 14 décembre 1862 au 27 avril 1863. Il participe à la « marche dans la boue » du 20 au 24 janvier 1863. Il fait partie de la campagne de Chancellorsville du 27 avril au 6 mai et participe à la bataille de Chancellorsville du 1er au 5 mai. Il participe à la campagne de Gettysburg du 11 juin au 24 juillet et à la bataille de Gettysburg du 1er au 3 juillet. Il participe à la poursuite de Lee du 5 au 24 juillet. Il est à Raccoon Ford jusqu'en septembre. Il part pour Brandy Station, puis à Bealeton et Stevenson en Alabama du 24 septembre au 4 octobre. 

### 1864
Le 3rd Maryland Infantry garde le chemin de fer de Nashville & Chattanooga jusqu'en avril 1864. Les vétérans obtiennent un congé en mars et avril. 
Les anciens membres participent à la campagne d'Atlanta du 1er mai au 8 septembre 1864. Il fait une démonstration sur Rocky Face Ridge du 8 au 11 mai. Il participe à la bataille de Resaca les 14 et 15 mai. Il est près de Cassville le 19 mai. Il progresses vers Dallas entre le 22 et 25 mai. Il est a New Hope Church le 25 mai. Il participe aux batailles de Dallas, de New Hope Church et Allatoona Hills entre le 26 mai et le 5 juin. Il participe aux opérations contre Marietta et contre Kennesaw Mountain du 10 juin au 2 juillet. Il est à Pin Mountain du 11 au 14 juin. Il est à Lost Mountain du 15 au 17 juin et Guilgal ou Golgotha Church le 15 juin. Il est à Muddy Creek le 17 juin et à Noyes Creek le 19 juin. Il est ensuite à Kolb's Farm le 22 juin. Il participe à l'assaut sur Kennesaw le 27 juin. il est à Ruff's Station, à Smyrne Camp, le 4 juillet. Il est sur la rivière Chattahoochie du 5 au 17 juillet et à Peachtree Creek les 19 et 20 juillet. Il participe au siège d'Atlanta du 22 juillet au 25 août et aux opérations sur le pont de la rivière Chattahoochie du 26 août au 2 septembre . Il participe à l'occupation d'Atlanta le 2 septembre. 
Le régiment rejoint le IXe corps de l'armée du Potomac, en avril 1864 et participe à la campagne de la Rapidan jusqu'à la James du 3 mai au 15 juin. Il participe à la bataille de la Wilderness du 5 au 7 mai et Spotsylvania du 8 au 12 mai. Il est sur la rivière Nye le 10 mai. Il est à Spotsylvania Court House du 12 au 21 mai. Il participe à l'assaut contre le Saillant du 12 mai. Il est à Ox Ford le 21 mai. l est sur la rivière North Anna du 23 au 26 mai. Il est sur la ligne de la Pamunkey du 26 au 28 mai et est à Totopotomoy du 28 au 31 mai. Il participe à la bataille de Cold Harbor du 1er au 12 juin. Il est à Bethesda Church du 1er au 3 juin. Il participe au siège de Petersburg du 16 juin 1864 au 2 avril 1865. Il assiste à l'explosion de la Mine à Petersburg, le 30 juillet 1864. Il est sur le chemin de fer de Weldon du 18 au 21 août. Il est à Poplar Grove Church du 29 septembre au 2 octobre puis à Boydton Plank Road à Hatcher les 27 et 28 octobre. 

### 1865
Le 3rd Maryland Infantry participe à la bataille de fort Stedman le 25 mars 1865. Le régiment participe à la campagne d'Appomattox du 28 mars au 9 avril. Il participe à l'assaut contre et à la chute de Petersburg le 2 avril. Il participe à l'occupation de Petersburg, le 3 avril. Il marche sur Farmville du 3 au 9 avril. Il est déplacé à Petersburg et à City Point du 20 au 24 avril, puis à Alexandria du 26 au 28 avril. 
Il participe à la grande revue des armées le 23 mai. Il est en service dans le département de Washington jusqu'en juillet.

## Les commandants
- Colonel John C. McConnell - libéré le 18 février 1862
- Colonel David P. DeWitt - libéré le 8 octobre 1862
- Colonel Joseph M. Sudsburg quitte le service le 24 juin 1864, lorsque le régiment est consolidé pour devenir un bataillon
- Lieutenant-colonel Gilbert P. Robinson - commande lors de la bataille de Chancellorsville
- Capitaine John F. Burch - commande à la bataille de fort Stedman

## Membres notables
- Capitaine Joseph F. Carter, compagnie D - récipiendaire de la médaille d'honneur pour son action lors de la bataille de fort Stedman
- Sergent Benjamin F. McAlwee, compagnie D - récipiendaire de la médaille d'honneur pour son action lors de la bataille du Cratère
- Sergent-major George H. Plowman - récipiendaire de la médaille d'honneur pour son action lors de la deuxième bataille de Petersburg
- Soldat George Schneider, compagnie A - récipiendaire de la médaille d'honneur pour son action lors de la bataille du Cratère
- Premier sergent Bernard A. Strausbaugh, compagnie A - récipiendaire de la médaille d'honneur pour son action lors de la deuxième bataille de Petersburg, où il a été mortellement blessé

## Victimes
Le régiment perd un total de 225 hommes pendant le service ; 8 officiers et 83 soldats tués ou blessés mortellement, et 4 officiers et 130 hommes du rang par maladie.